# La Presse (periódico francés)
La Presse (pronunciaciónⓘ) es un periódico francés fundado por Émile de Girardin en 1836. Fue el primer periódico de tirada masiva gracias a la incorporación de exitosas innovaciones.

## Historia
El 1 de julio de 1836 apareció por primera vez a la venta La Presse, Journal quotidien, politique, littéraire, agricole, industriel et commercial (hubo una edición piloto el 15 de junio).
Produjo un periódico masivo al reducir el precio a la mitad, pasó de 80 a 40 francos. El déficit fue compensado por los anunciantes.
El éxito de ventas provocado por su bajo costo fue reforzado por otra innovación: la publicación de novelas en folletines.